# Matias I da Hungria
Matias Corvino (em húngaro: Corvinus Mátyás/Hunyadi Mátyás; em romeno: Matia Corvin; 23 de fevereiro de 1443? – 6 de abril de 1490) foi um dos mais importantes reis da Hungria, tendo reinado de 1458 a 1490. Também foi coroado rei da Boêmia em 1469 e governou a Morávia, a Silésia e a Lusácia.
Matias nasceu em Cluj-Napoca, na Transilvânia, em 1443. Foi o segundo filho de João Corvino (Hunyadi János, em húngaro), este um comandante que subiu nas fileiras da nobreza até se tornar regente da Hungria. O epíteto Corvino (em latim: Corvinus) deve-se, segundo alguns, ao brasão da família Hunyadi, que apresenta um corvo (corvus em latim) e à alegação de que a família descenderia da antiga gente romana dos Corvinos.
Após a morte de João Corvino, seguiu-se uma luta de dois anos pelo poder, travada pela nobreza húngara e seu rei Habsburgo (Ladislau, o Póstumo, também rei da Boêmia). O irmão mais velho de Matias, Ladislau (László em húngaro), foi capturado em 1457 e decapitado. O rei da casa de Habsburgo, por sua vez, também veio a falecer no mesmo ano, possivelmente por envenenamento. A baixa aristocracia e o povo de Peste manifestaram-se a favor de eleger Matias rei, e os barões do reino, considerando que o jovem estudioso seria um governante fraco, também apoiaram a eleição. Em 20 de janeiro de 1458 Matias foi eleito rei pela Dieta. Quando da eleição, Matias era refém do novo rei da Boêmia, Jorge de Podebrady, quem o soltou com a condição de que tomasse sua filha em casamento. Após algumas batalhas, a oposição a Matias terminou em 1463, quando o outro pretendente ao trono da Hungria, o Imperador Frederico III, reconheceu-o oficialmente como rei da Hungria.
Matias tinha 15 anos quando foi coroado rei da Hungria, tendo como regente até à idade adulta o italiano Antonio Bonfini. O seu fascínio com a Renascença fez com que promovesse a influência cultural mediterrânica na Hungria. As principais cidades do país receberam sistemas de saúde pública e de educação. Instituiu-se um novo sistema legal. Sob seu patrocínio, diversos artistas da Europa Ocidental estabeleceram-se na corte húngara. A sua Bibliotheca Corviniana era a maior coleção de crônicas históricas e de trabalhos científicos e filosóficos da Europa no século XV, e em número de volumes era a segunda maior, atrás apenas da Biblioteca do Vaticano. Matias falava húngaro, croata, latim e, mais tarde, alemão, checo, eslovaco e outras línguas eslavas.
Matias assegurou a sua independência de e ascendência sobre os barões ao dividi-los e também por meio da manutenção de um grande exército real de mercenários (o “Exército Negro (en)”, ou fekete sereg em húngaro). Sob seu governo, a Hungria atingiu a sua maior extensão territorial na história, incluindo territórios das atuais Dalmácia, Bulgária, Polônia e o sudeste da Alemanha.
Logrou sair-se vitorioso nos embates contra o Império Otomano, tanto na defesa quanto nas suas pequenas campanhas de retaliação: 1463-64 na Bósnia, 1475 na Hungria meridional, 1479-83 na Transilvânia, Valáquia, Sérvia e Bósnia; em 1481, enviou um contingente para ajudar na liberação do porto italiano de Otranto. Tal como seu pai, Matias pretendia criar um império suficientemente forte para fazer frente aos turcos otomanos; para tanto, considerava necessário conquistar grande parte do Sacro Império. Até sua morte, em 1490, Matias havia submetido a Morávia, a Silésia, a Lusácia e metade da Áustria, chegando até mesmo a estabelecer a sua capital em Viena após 1485.
Por algumas vezes, Matias teve Vlad III Drácula, príncipe da Valáquia, como seu vassalo. Embora Vlad obtivesse grande sucesso contra os exércitos otomanos, os dois soberanos cristãos desentenderam-se em 1462, o que levou Matias a invadir a Valáquia e capturar Vlad, mantendo-o prisioneiro em Buda.
O império de Matias desmoronou-se após a sua morte sem herdeiros, exceto um filho ilegítimo, João Corvino, cujo nome foi rejeitado pela nobreza. Subiu ao trono o fraco Ladislau II da Boêmia e Hungria, da linhagem polaco-lituana dos Jagelões, que reinou nominalmente sobre o território conquistado por Matias, exceto pela Áustria, mas na verdade o poder era exercido pela nobreza. Em 1514, dois anos antes da morte de Ladislau, os nobres esmagaram violentamente uma revolta camponesa liderada por György Dózsa. A deterioração do governo central levou à derrota nas mãos dos otomanos. Em 1521, Nándorfehérvár (Belgrado) caiu e, em 1526, o exército húngaro foi aniquilado na batalha de Mohács.
O reinado de Matias é considerado o capítulo mais glorioso da história da Hungria. Canções e lendas transformaram-no em Matias, o Justo (Mátyás az igazságos em húngaro), um governante justo e sábio, o herói mais popular do folclore húngaro.